# فيكوسفير
الفيكوسفير (بالإنجليزية: Phycosphere)، هي منطقة مخاطية مجهرية غنية بالمواد العضوية المحيطة بخلايا العوالق النباتية. هذه المنطقة غنية بالمواد المغذية بسبب النفايات خارج الخلية من خلية العوالق النباتية، وقد يشاع أن البكتيريا تعيش في هذه المنطقة لتتغذى على هذه العناصر الغذائية. هذه البيئة عالية المغذيات تخلق ميكروبيوم وشبكة غذائية متنوعة للميكروبات مثل البكتيريا والبروتينات. وقد قيل أيضًا أن التجمعات البكتيرية داخل الفيكوسفير هي أنواع محددة ويمكن أن تختلف تبعًا لعوامل بيئية مختلفة.
من حيث المقارنة، اقترح أن يكون الغلاف النباتي في العوالق النباتية مشابهًا للجذور الجذرية في النباتات، والتي تعد منطقة الجذر مهمة لإعادة تدوير المغذيات.

## تفاعلات بكتيريا العوالق النباتية
التفاعلات المجهرية بين العوالق النباتية والبكتيريا معقدة. من المحتمل أن تكون تفاعلات بكتيريا العوالق النباتية هي الطفيلية أو المنافسة أو التبادلية .
يمكن أن تكون التفاعلات بين العوالق النباتية والبكتيريا في الغلاف النباتي مهمة في المناطق منخفضة المغذيات في المحيط وكمثال على التبادلية. في النظم الإيكولوجية البحرية المنخفضة في المغذيات (أي المناطق قليلة التغذية في المحيطات) ، قد يكون من المفيد أن تكون العوالق النباتية لها بكتيريا تمعدن في الفوسفور لإعادة تدوير المغذيات . وقد أشير إلى أنه في حين أن النشاط البكتيري قد تكون منخفضة، و التصنيفية التنوع والتغذية التنوع مرتفع.  ربما يشير هذا إلى أن أنواع العوالق النباتية قد تعتمد على مجموعة متنوعة من التفاعلات البكتيرية للعناصر المغذية المعاد تدويرها في هذه المناطق قليلة التغذية وأن البكتيريا تعتمد على المواد العضوية المحيطة بالغلاف النباتي للحصول على مصدر للغذاء.
ومع ذلك، فإن تفاعلات العوالق النباتية الجرثومية في الغلاف النباتي يمكن أن تكون طفيلية. في نفس المناطق قليلة المغذيات قليلة المغذيات في المحيط، قد لا تتمكن العوالق النباتية المجهدة بالمغذيات من إنتاج هذه الطبقة المخاطية الواقية أو المضادات الحيوية المرتبطة بها. يمكن أن تقتل البكتيريا، التي تعاني أيضًا من الإجهاد الغذائي، العوالق النباتية واستخدامها كركيزة غذائية.
أيضا، تستقلب البكتيريا المادة العضوية من خلال التنفس الهوائي، الذي يستنفد الأكسجين من الماء ويمكن أن يخفض درجة الحموضة في عمود الماء. إذا تم إنتاج مادة عضوية كافية، فمن المحتمل أن تضر البكتيريا بالعوالق النباتية عن طريق التسبب في زيادة حموضة الماء. (انظر أيضا إغناء الماء).

## أمثلة من البكتيريا المرتبطة بالفيكوسفير
في الواقع، التنوع البكتيري الفعلي للفيكوسفير شديد التنوع ويعتمد على العوامل البيئية، مثل الاضطراب في الماء (حتى تتمكن البكتيريا من الالتصاق بالمخاط أو خلية العوالق النباتية) أو بتركيزات العناصر الغذائية. أيضا، تميل البكتيريا لتكون متخصصة للغاية عندما يرتبط مع هذه المنطقة. ومع ذلك، فيما يلي بعض الأمثلة على أجناس البكتيريا المرتبطة بالفيكوسفير.
- الزائفة
- المنتصلة